# Бабий четверг
Бабий четверг, бабий карнавал (нем. Weiberfastnacht) — германский обычай, по которому в Жирный четверг женщины получают власть над мужчинами. В это время проводятся карнавалы, поэтому эта традиция также связана с ними. Основным названием является Weiberfastnacht (на швабском диалекте это произносится как Weiberfasnet), в Рейнской области обычай называется Wieverfastelovend. В некоторых организациях этот день является нерабочим.

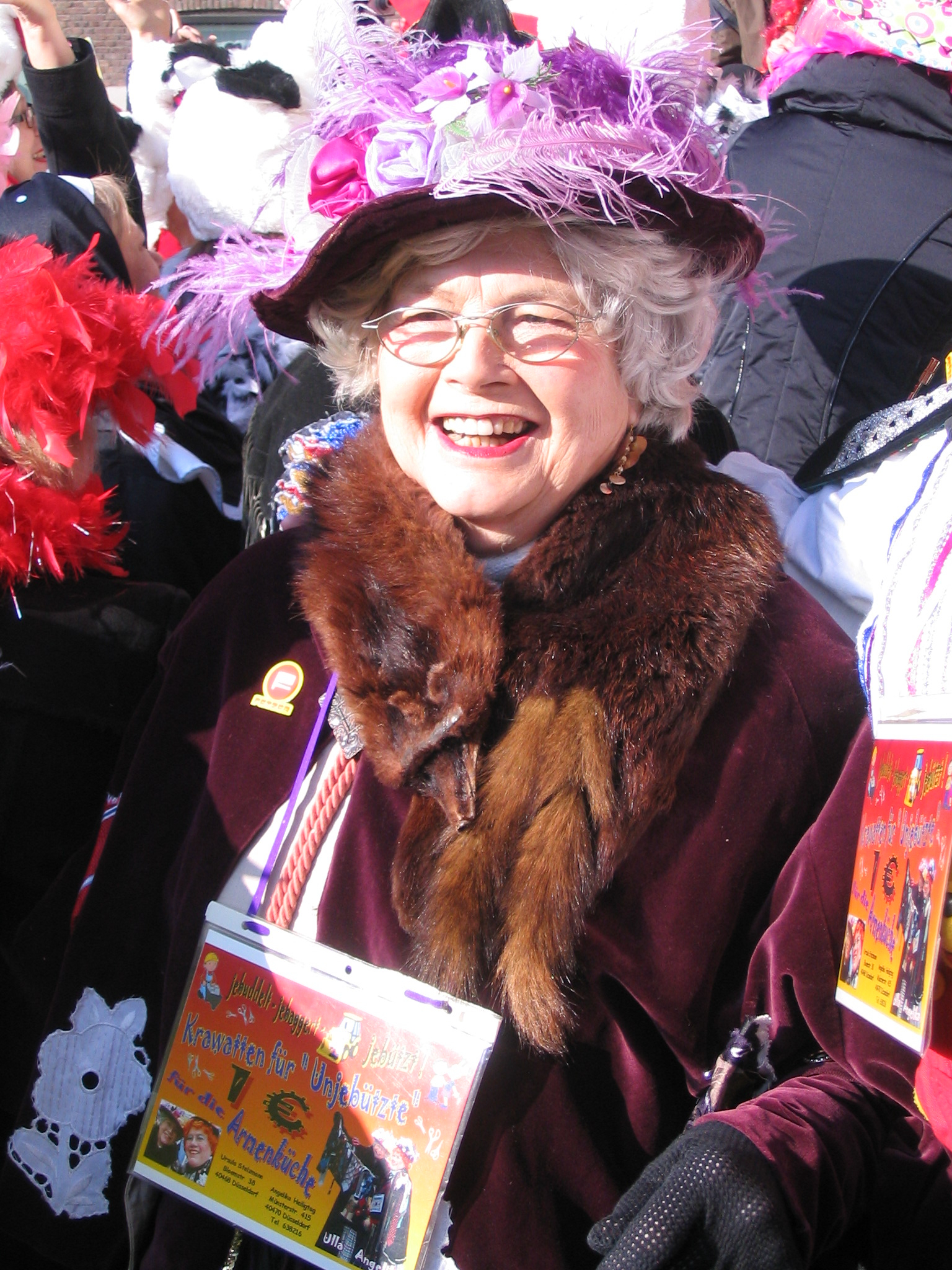
Женщина, одетая как Möhne, на карнавале в Дюссельдорфе продаёт мужчинам старые галстуки, которые будут срезать женщины. Собранные средства предназначены для помощи бедным

В Рейнской области в этот день женщины срезают у встреченных мужчин галстуки (при этом мужчин целуют), а сами одеваются как некрасивые старухи (Möhnen). Женщины в Рейнской области и Вестфалии в этот день также символически штурмуют ратуши и получают ключи от города.
В Кёльне в этот день женщины наряжаются в костюмы ведьм, чертовок и торговок и срезают галстуки у мужчин, за что целуют их и дают им выпить бокал пива. Отрезанные галстуки женщины вешают себе на пояс.
Началом традиции часто считают февраль 1729 года, когда монахини танцевали в светских одеждах в монастыре Маврикия в Кёльне. По другой версии, обычай возник в 1823 году, когда группа женщин, работавших в прачечной, взбунтовалась против своих мужей, оставивших их работать и ушедших пить пиво в ближайшую пивную.